# Biturix grisea
Biturix grisea là một loài bướm đêm thuộc phân họ Arctiinae, họ Erebidae.